# 蘑菇管理

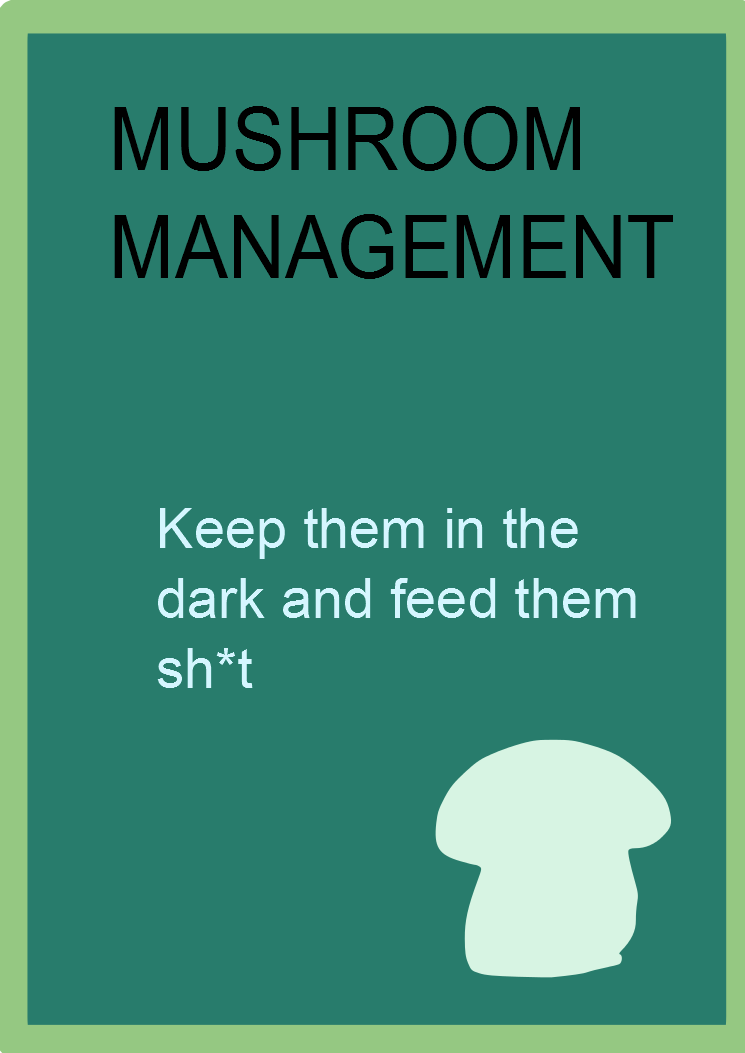

蘑菇管理指的是一個公司當中，經理和雇員間的內部溝通不正常。蘑菇管理一詞是以蘑菇培養時的場景做隱喻：養在黑暗並餵以生肥。

## 描述
蘑菇管理是指讓基層員工不清楚公司的基本狀況和意圖，而且在上級在不告知用意的情況下指派下級工作的管理型態。和開書管理為反義詞。蘑菇管理意味者基層員工的好奇心或者自我表達行為並不被支持。雇員常常不知道公司的整體狀況，因為上級傾向獨自決定所有事項，而不去諮詢其他人關於自己的決定如何。這個狀況常常在經理無法理解雇員的工作內容(例如資訊軟體產業)，從而導致前者無法很有效地與後者溝通。 。
蘑菇管理在與職場無關的場合也會碰到。例如說在學校內，當一個團體內的學生決定不和組員分享資訊時。因為藉由如此可以讓其看起來更加地聰明或勤奮。

## 原因
在一間公司內，造成蘑菇管理的主因來自管理階層。當經理覺得自己是一個獨斷的決策者，而不是一個帶領組員領往成功的要員時，蘑菇管理就會形成。有時候這是無意中發生的：經理會擔心雇員搶在自己想到好主意之前先想到，如此的擔憂使得經理下錯誤的決定，並阻止雇員在整個作業中成為要領角色。結果就是，雇員會用更為機械地、重複地態度處理工作，而不願以更有效率或更積極的態度貢獻在其工作上。

## 好處
蘑菇管理最顯著的要點就是僱員在公司內的責任非常小。因為他們的決策對整體運行的重要性很小，這也進一步減少了職場壓力。

## 後果
蘑菇管理可能會對公司全員造成嚴重的後果。如果公司內部的訊息不流暢，則員工們就沒辦法對需要快速決策的問題有很好的對應。
例如說，一間製造和販售鞋子的公司可能研究了客戶需求並發現客戶的品味改變了。但是，如果上述資訊沒有正確地傳達到各分店經理，則各分店依然會展示舊款式的鞋子且無法有效地吸引客戶。到最後，銷售不好的事實可能還會因為銷售員為第一線面對客戶的僱員而怪罪於其上。

## 例子

### 雷曼兄弟的破產
在2008年雷曼兄弟的破產事件中，一些管理階層，像是前CEO Richard S. Fuld, Jr.，對於銀行的決策等資訊被披露。當時銀行不斷地集中越來越多的高風險貸款。但是，無論是基層雇員或者大眾都沒有注意到銀行的財務狀況。Fuld和許多經理，為了對許多關鍵資訊保密，甚至對投資者和相關業者撒謊。這使得大眾認為雷曼兄弟不過只是同時有著安全和有風險的投資。然而事實上，他們操作著比所宣稱的更具風險的交易。在銀行倒閉後，Fuld依然拒絕為任何這些事件承擔責任，甚至覺得他應當對這些資訊保密。

### 鐵達尼號的沉沒
蘑菇管理也可能出現在面對單一狀況時。像是當客輪鐵達尼號撞擊冰山時，只有少數乘務員知道船會沉沒，多數乘務員並沒有被船長告知情況有多危急，這最後導致了混亂和失序。船長決定自我行動且不願意讓其他副官介入其抉擇的行為導致嚴重後果。

## 應對方案
跟合作者和雇員分享資訊有時是不能避免的。但是，管理者仍需要將區分資訊是否可分享作為重要事項。一間公司並不應該把所有資訊讓全部雇員知道，因為那造成的損害可能更大。經理也應當學習如何發布資訊，和如何與負責業務的人溝通。 要避免蘑菇管理最好的方式就是透明化。